# Ален (Белінда)
Ален — газоконденсатне родовище у Екваторіальній Гвінеї. Розташоване за 32 км від східного узбережжя острова Біоко в затоці Біафра (частина Гвінейської затоки). Відноситься до нафтогазоносного басейну Дуала (перше відкриття в цьому басейні у зоні Екваторіальної Гвінеї).

## Розвідка
Родовище, яке на етапі розвідки мало назву Белінда, виявили у 2005 році в офшорному ліцензійному блоці О з бурового судна Adriatic VI, котре спорудило розвідувальну свердловину О-1. Закладена в районі з глибиною моря 76 метрів, вона мала довжину 3158 метрів та показала на тестуванні дебіт на рівні 1225 барелів конденсату та 0,7 млн м3 газу на добу. Поклади вуглеводнів виявились пов'язаними із турбідітовими пісковиками епохи міоцену.
У 2007-му за допомогою судна Songa Saturn провели заходи з оціночного буріння. Спершу в 7,3 км від О-1 спорудили свердловину О-3, яка підтвердила здійснене раніше відкриття. Того ж року судно пробурило оціночну свердловину I-4, розташовану в ліцензійному блоці I південно-західніше відкриття Белінда. Остання містилася за 11,2 км від О-1 у районі зі значно більшою глибиною моря — 678 метрів. При довжині у 2963 метри вона перетнула міоценовий резервуар з гарними характеристиками та показала на тестуванні результат у 1634 барелів конденсату та 0,8 млн м3 газу на добу. Таким чином підтвердилось продовження родовищу у блок І, хоча основна його частина все-таки лежить в межах блоку О.

### Родовище Карла
Осінню 2011 здійснили поглиблення свердловини Alen 1-G1, запроектованої як газонагнітальна, з метою перевірки припущень щодо продуктивності підстилаючих Ален горизонтів. Внаслідок цього на структурі Карла виявили суттєві запаси вуглеводнів (переважно рідких — за попередньою оцінкою на частку газу відносять лише 20 % обчислених ресурсів).

## Розробка
Затверджений у 2011 році план розробки передбачав використання шести свердловин. Враховуючи поширення родовища в районі з великим перепадом глибин, для виконання бурових робіт найняли напівзанурене судно Atwood Hunter, призначене для глибоководного буріння, та самопідіймальну установку Atwood Aurora. Три із зазначених свердловин відносяться до видобувних, а ще три до газонагнітальних. Така схема пояснюється тим, що на першому етапі розробки планується вилучення максимальної кількості конденсату за допомогою сайклінг-процесу.
Свердловини під'єднані до платформи для розміщення фонтанних арматур, яка в свою чергу з'єднана містком з процесинговою платформою. Остання встановлена в районі з глибиною моря 85 метрів та важить 15 тисяч тон. Розміщене на ній обладнання з підготовки розраховане на обробку 40 тисяч барелів конденсату та 12,4 млн м3 газу на добу. Споруда проектувалась з розрахунку на перетворення в майбутньому на хаб для розробки інших можливих родовищ, тому її потужність може бути доведена до 21,2 млн м3 газу на добу.
Отриманий продукт постачається на плавучу установку родовищ Асенг, встановлену за 24 км на південь. На другому етапі, після завершення сайклінг-схеми, заплановане підключення платформи до експортного газопроводу, що не потребуватиме суттєвих змін в облаштуванні родовища завдяки різеру (трубопровід, що з'єднує підводні устя свердловин з платформою) діаметром 600 мм.
Видобуток стартував у 2013 році з показником 37 тисяч барелів конденсату на добу.

## Запаси
У відповідності до затвердженого в 2011 році плану розробки з Ален планується вилучити 88 млн барелів конденсату та 26,3 млрд м3 газу.

## Учасники проекту
Розробка обох ліцензійних блоків О та І здійснюється під операторством компанії Noble (відома зокрема завдяки розробці середземноморських родовищ Левіафан, Тамар та інших). При цьому частки участі на середину 2010-х років розподіляються наступним чином:
- блок О — Noble 45 %, державна компанія Екваторіальної Гвінеї GEPetrol 30 % та англо-швейцарська корпорація Glencore 25 %;
- блок І — зазначені вище Noble 38 %, GEPetrol 5 %, Glencore 23,75 %, а також компанія з емірату Абу-Дабі Atlas Petroleum 27,55 % та шведська Osborne Resources (PA Resources Group) 5,7 %.